# Božanstvo
Božanstvo je naziv za natprirodno besmrtno biće koje se može smatrati svetim,ili božanstvenim, štovanim i vrlo često nazivanim Bogom (ili bogom).
Božanstva se prikazuju u različitim oblicima, ali se često prikazuju u ljudskom obliku. Neke religije i tradicije, pak, smatraju bogohulnim zamišljanje ili prikazivanje božanstava u bilo kakvom obliku. Ona se obično smatraju besmrtnima i ponekad se drži da imaju karakter, odnosno svijest, intelekt, žudnje i emocije slične ljudskim bićima. Prirodni fenomeni kao munje, poplave, oluje i druga "Božja djela" odnosno čuda se pripisuju božanstvima, a za njih se također smatra da predstavljaju autoritet ili nadzornike raznih aspekata ljudskog života (od rođenja do zagrobnog života). Neka božanstava se smatraju gospodarima vremena i sudbine, donosiocima ljudskih zakona, običaja i morala, odnosno konačni procjenitelji ljudske vrijednosti i sudbine, te tvorci Zemlje i svemira.